# Just Dropped In
Just Dropped In è un cortometraggio muto del 1919 diretto da Hal Roach. Il film, di genere comico, fu interpretato da Harold Lloyd, Snub Pollard, Bebe Daniels.

## Produzione
Il film fu prodotto dalla Rolin Films.

## Distribuzione
La Pathé Exchange distribuì negli Stati Uniti il film - un cortometraggio in una bobina - il 13 aprile 1919 per poi farlo uscire, sempre sul mercato americano, in una riedizione distribuita in sala il 6 novembre 1921. In Francia, fu distribuito il 22 febbraio 1924 dalla Pathé Consortium Cinéma con il titolo Tombés du ciel.